# Tome des Bauges
La tome des Bauges est un fromage au lait de vache produit en France. Elle doit son nom au massif des Bauges.
Il s'agit d'un fromage au lait cru entier ou partiellement écrémé, à pâte pressée non cuite, salée et à croûte fleurie de 18 à 20 cm de diamètre et 3 à 5 cm de hauteur pour 1,1 à 1,4 kg. Sa pâte est de couleur ivoire à jaune et sa croûte grise.
Cette appellation bénéficie d'une appellation d'origine contrôlée depuis 2002 et d'une protection européenne par appellation d'origine protégée depuis 2007. La production laitière, la fabrication et l'affinage des fromages doivent être effectués dans l'aire géographique qui s'étend sur 54 communes des départements de Savoie et Haute-Savoie.
Sa meilleure période de consommation s'étend de mai à août.

## Histoire

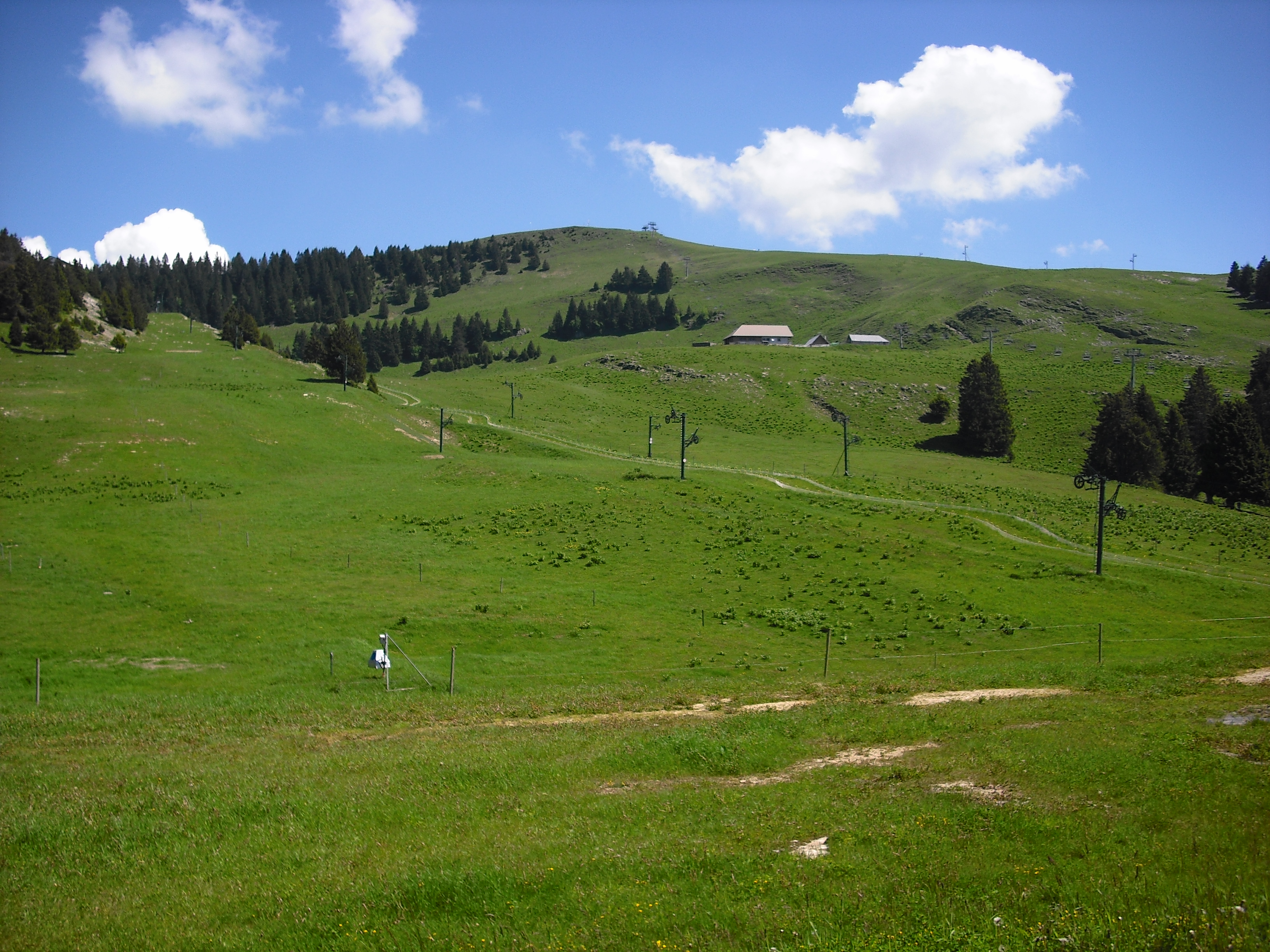
Alpage estival de Semnoz sur le même terrain que les pistes de ski hivernales.

Déjà fabriquée au XVIIe siècle, la tome des Bauges est le fait d'une tradition et d'un savoir-faire tous deux très anciens. En 1807, dans un questionnaire remis au préfet de l'époque, elle était définie comme le fromage « que consomme le paysan » et dont « on ne saurait se passer à chaque repas ». Dans un premier temps réservé à la consommation domestique constituant un aliment de base pour les populations savoyardes dans les campagnes, sa commercialisation a débuté dans les Pays de Savoie, dans une version fraîche et une version sèche (affinée). La tome des Bauges affinée est devenue au cours du XXe siècle un fromage de plateau à part entière.
Les éleveurs du massif des Bauges créent une Société d'intérêt collectif agricole et déposent à l'INPI une marque « Tome des Bauges » en 1972,. L'orthographe originel « tome » a été conservé car elle n'avait pas été revendiquée par d'autres déposants et permettait de se démarquer des appellations voisines et autres marque commerciales. Avec l'industrialisation de la transformation du lait en emmental, les agriculteurs abandonnent sa fabrication non rentable. En 1986, les professionnels (producteurs fermiers, coopératives agricoles, artisans, industriels et affineurs) se sont regroupés au sein du Syndicat interprofessionnel de la Tome des Bauges (SITOB) afin de mieux défendre et valoriser la tome des Bauges. La demande d'AOC est déposée en 1996 mais il faudra attendre six ans pour obtenir cette protection commerciale.
Son nom provient du dialecte savoyard toma qui signifie « fromage fabriqué en alpage ».

## Terroir d'élaboration

### Décret d'appellation d'origine contrôlée
L'appellation d'origine contrôlée (AOC) « tome des Bauges » est régie par un décret initial du 12 novembre 2002, puis modifié par décret n° 2009-49 du 13 janvier 2009, paru au journal officiel du 15 janvier 2009. Ce texte réglementaire est une règle commune que se sont imposés les producteurs. Le respect de ce décret est une des conditions préalables à la fabrication et à la vente de fromage portant le nom de « tome des Bauges ».
La tome des Bauges bénéficie également de la protection montagne depuis 1993 et de l'Appellation d'origine protégée (AOP), équivalent européen de l'AOC, depuis 2007.

### Aire d'appellation

Territoire de l'appellation d'origine du fromage Tome des Bauges

L'aire d'appellation couvre, partiellement ou totalement, des communes du massif des Bauges dans les départements de la Savoie et de la Haute-Savoie.
Liste des communes du département de la Haute-Savoie : Alby-sur-Chéran, Allèves, Chapelle-Sainte-Maurice (La), Chevaline, Cons-Sainte-Colombe, Cusy, Doussard, Duingt, Entrevernes, Faverges, Giez, Gruffy, Lathuile, Leschaux, Marlens, Quintal, Saint-Eustache, Saint-Jorioz, Seythenex, Viuz-la-Chiésaz.
Liste des communes du département de la Savoie : Aillon-le-Jeune Aillon-le-Vieux, Allondaz, Arith, Bellecombe-en-Bauges, Châtelard (Le), Clery, La Compôte, Curienne, Déserts (Les), Doucy-en-Bauges, École, Jarsy, Lescheraines, Marthod, Mercury, Montailleur, Montcel (Le), Motte-en-Bauges (La), Noyer (Le), Pallud, Plancherine, Pugny-Chatenod, Puygros, Saint-François-de-Sales, Saint-Jean-d'Arvey, Saint-Jean-de-la-Porte, Saint-Offenge-Dessus, Saint-Offenge-Dessous, Saint-Pierre-d'Albigny, Sainte-Reine, Thénésol, Thoiry, Thuile (La), Trévignin, Verrens-Arvey.

### Les vaches laitières

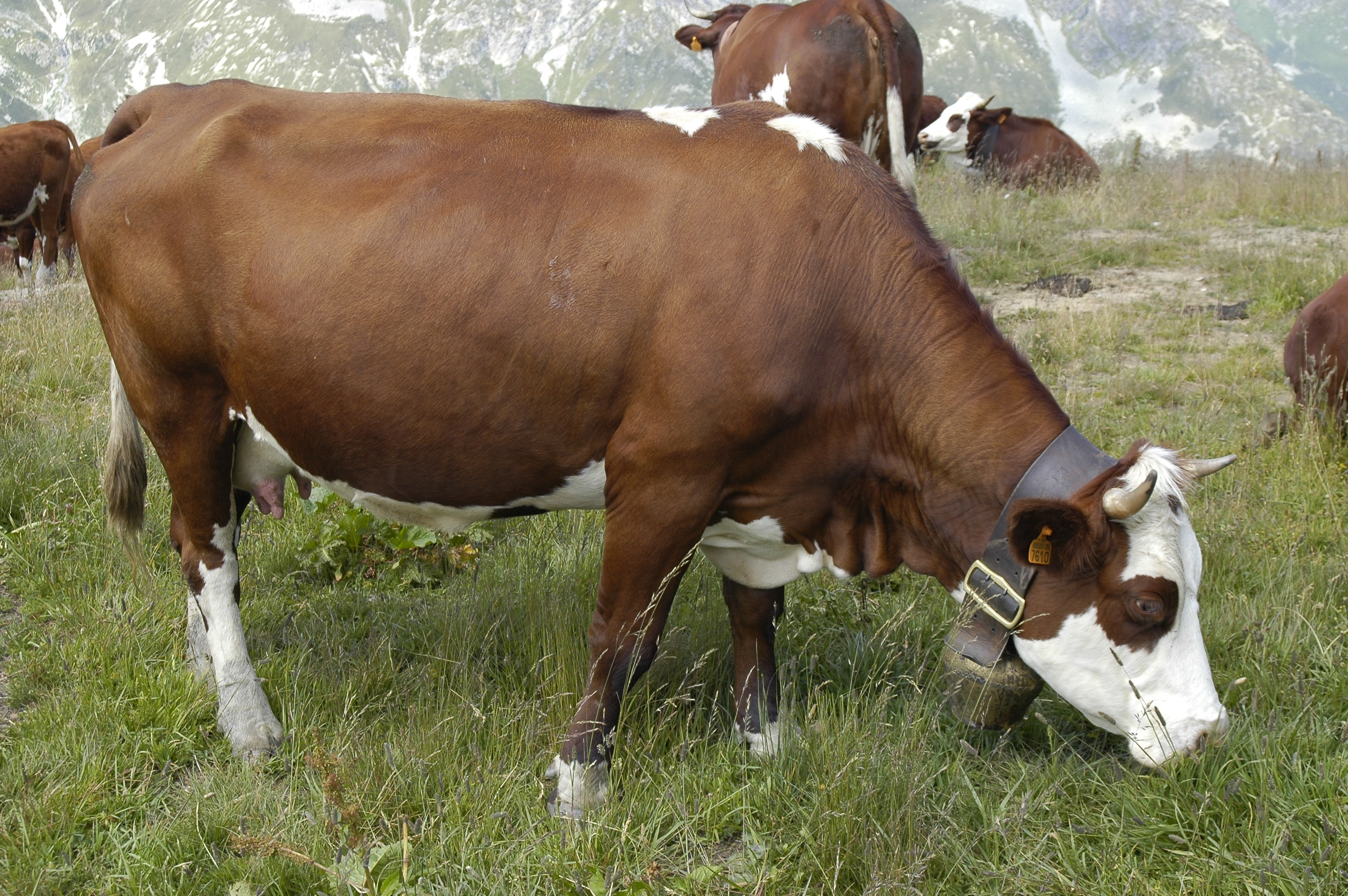
Vaches abondance à l'alpage.

Le décret d'appellation dispose que les vaches doivent être de race abondance, montbéliarde ou tarentaise. Depuis le 1er janvier 2012, le troupeau doit être constitué d'au moins 50 % de vaches laitières de race tarine, la race traditionnelle du massif, et la race abondance, race haut-savoyarde.
L'abondance, originaire du Val d'Abondance en Haute-Savoie, est une race pie rouge. Elle porte une robe rouge sombre, acajou, gardant la tête, le ventre et les pattes blanches. Les taches rouges sur ses yeux la rendent facilement reconnaissable. Ce maquillage oculaire est une adaptation à la violente lumière du soleil en montagne : la couleur sombre réverbère moins la luminosité et préserve la santé des yeux.
Race de taille moyenne, elle pèse environ 650 kg. Son squelette fin mais solide et ses onglons durs en font une bonne marcheuse, apte à la recherche de sa pâture dans les alpages d'altitude. Elle supporte sans mal l'été en alpage avec de fortes amplitudes thermiques quotidiennes.
Elle produit par lactation environ 6 000 kg d'un lait dont la composition est particulièrement bien adaptée pour la production fromagère.
La tarine est originaire de la région, plus précisément de la vallée de la Tarentaise qui lui a donné son nom. Elle porte une robe uniformément fauve (marron clair) avec les extrémités et muqueuses foncées (tour des yeux, oreilles, cornes, queue, mufle). Ces parties sombres lui donnent une meilleure résistance aux rayonnement solaires.
Elle est adaptée depuis des siècles à son rôle de mise en valeur des alpages. Ses onglons durs la rendent apte à la marche en montagne et sa robustesse lui permet de supporter l'élevage estival en plein air intégral.
Ses aptitudes laitières sont bonnes, avec 4 800 kg de lait par lactation.

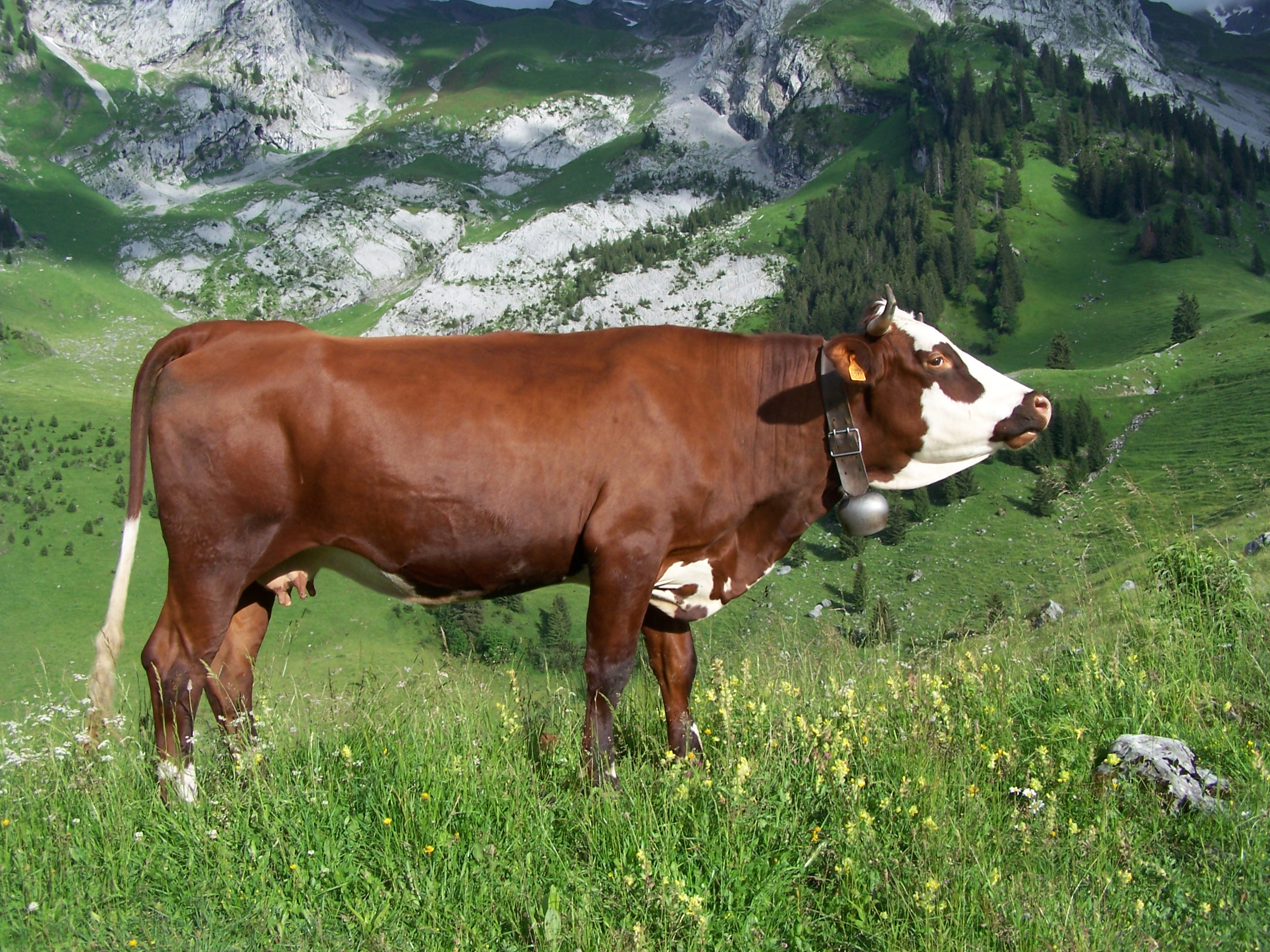
Vache abondance.
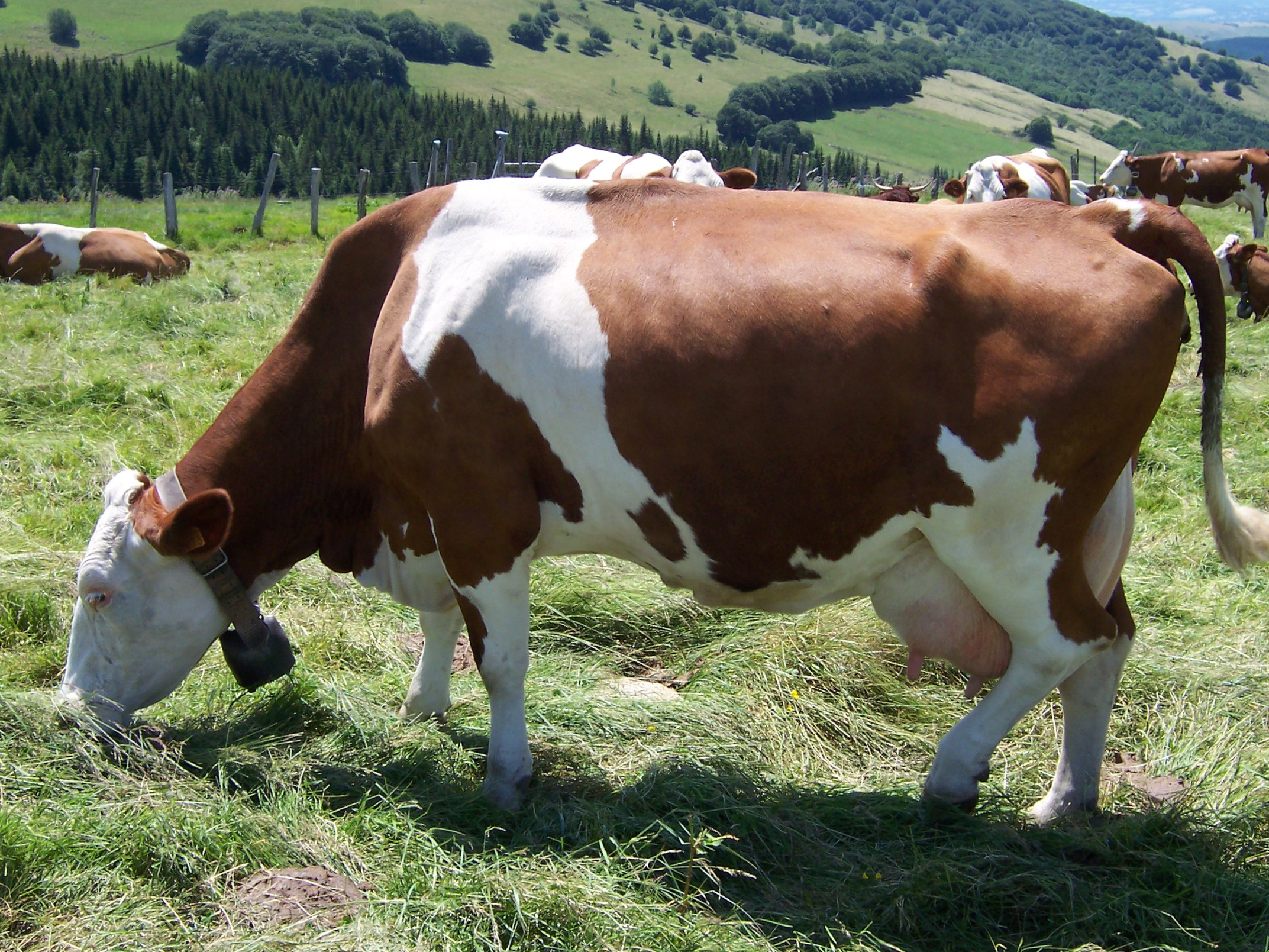
Vaches montbéliardes.
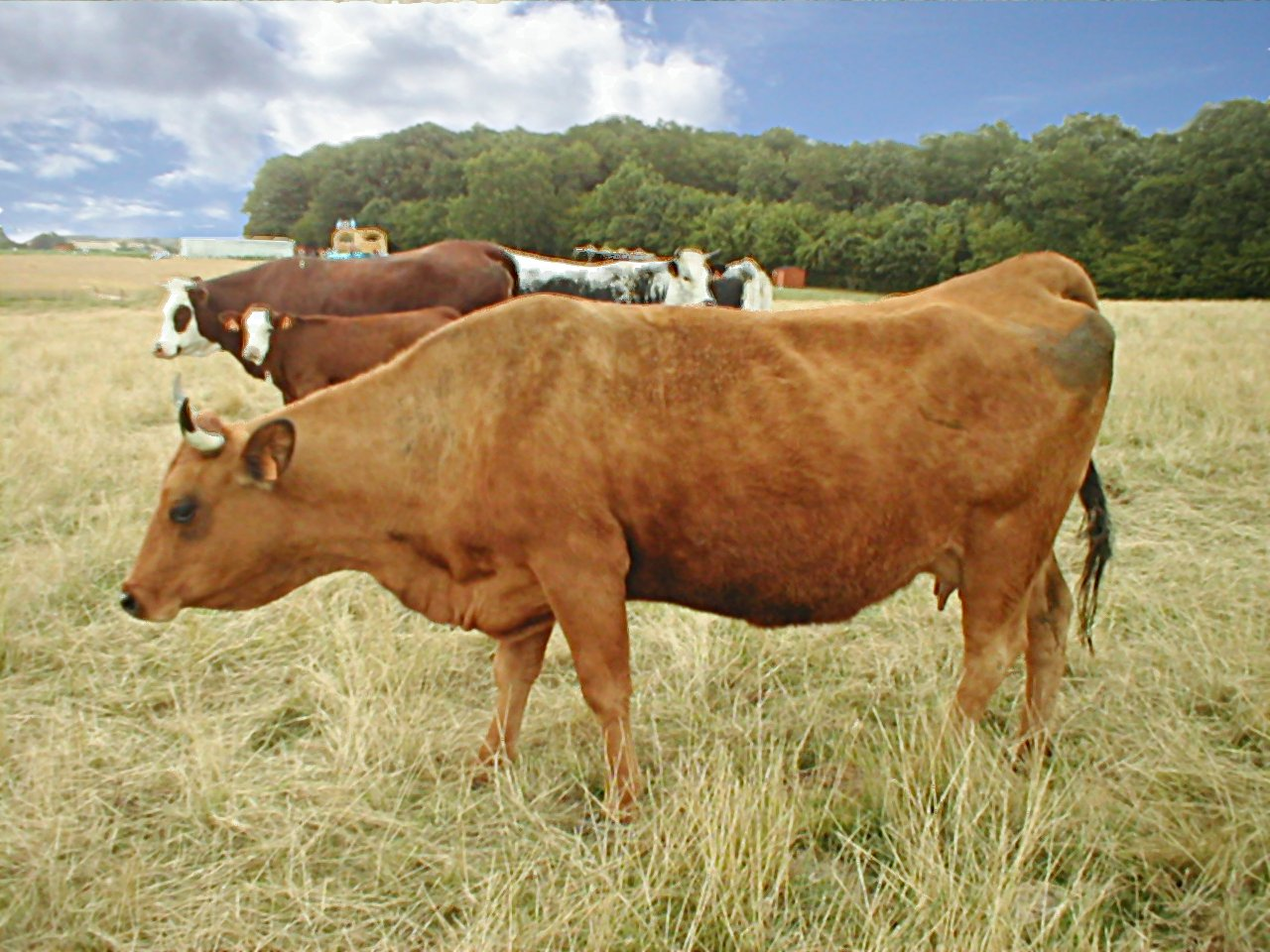
Vache tarentaise, ou tarine.

### La production laitière
La production est limitée à 5 500 kg de lait par animal et par an, afin de favoriser l'« élevage extensif où la production laitière n'est pas poussée à l'extrême au détriment de la qualité ». Cette quantité est calculée sur la moyenne de tout le troupeau d'un éleveur.
La nourriture doit provenir à plus de 70 % de la zone géographique de l'AOC. Elle est constituée d'herbe pâturée en période estivale et de foin en période hivernale. La ration peut comporter de la luzerne déshydratée, mais cet aliment est limité à 3 kg par vache et par jour. L'apport en fourrage sec provenant de l'extérieur de l'aire géographique est autorisé s'il ne dépasse pas 30 % des besoins annuels de l'exploitation.
Les aliments fermentés (ensilage) ainsi que les aliments génétiquement modifiés (OGM) sont interdits.
La zone de collecte des laits est limitée à un territoire d'un rayon de 15 km autour lieu de fabrication du fromage afin de limiter le temps de transport du lait et donc sa dégradation.

### La transformation fromagère
La tome des Bauges est un fromage issu de la production laitière (fabriqué dans les fruitières) ou de la production fermière (fabriqué dans les fermes ou en alpage).
La mise en fabrication doit être faite au moins une fois par jour.

Il peut être filtré pour éliminer les particules d'impureté et faire l'objet d'un « crémage à la pôche », technique traditionnelle permettant le retrait de matière grasse. La pôche est un objet traditionnel en forme de pelle.
Du sel et de la présure peuvent être ajoutés. Aucun autre ingrédient (protéines ou matières grasses) ne peut être ajouté.
Les cuves destinées à cette opération doivent être obligatoirement en cuivre, être ouvertes et leur capacité ne doit pas dépasser 3 000 litres. Ces conditions sont destinées à éviter d'obtenir en fin de moulage un caillé trop sec.

### L'affinage

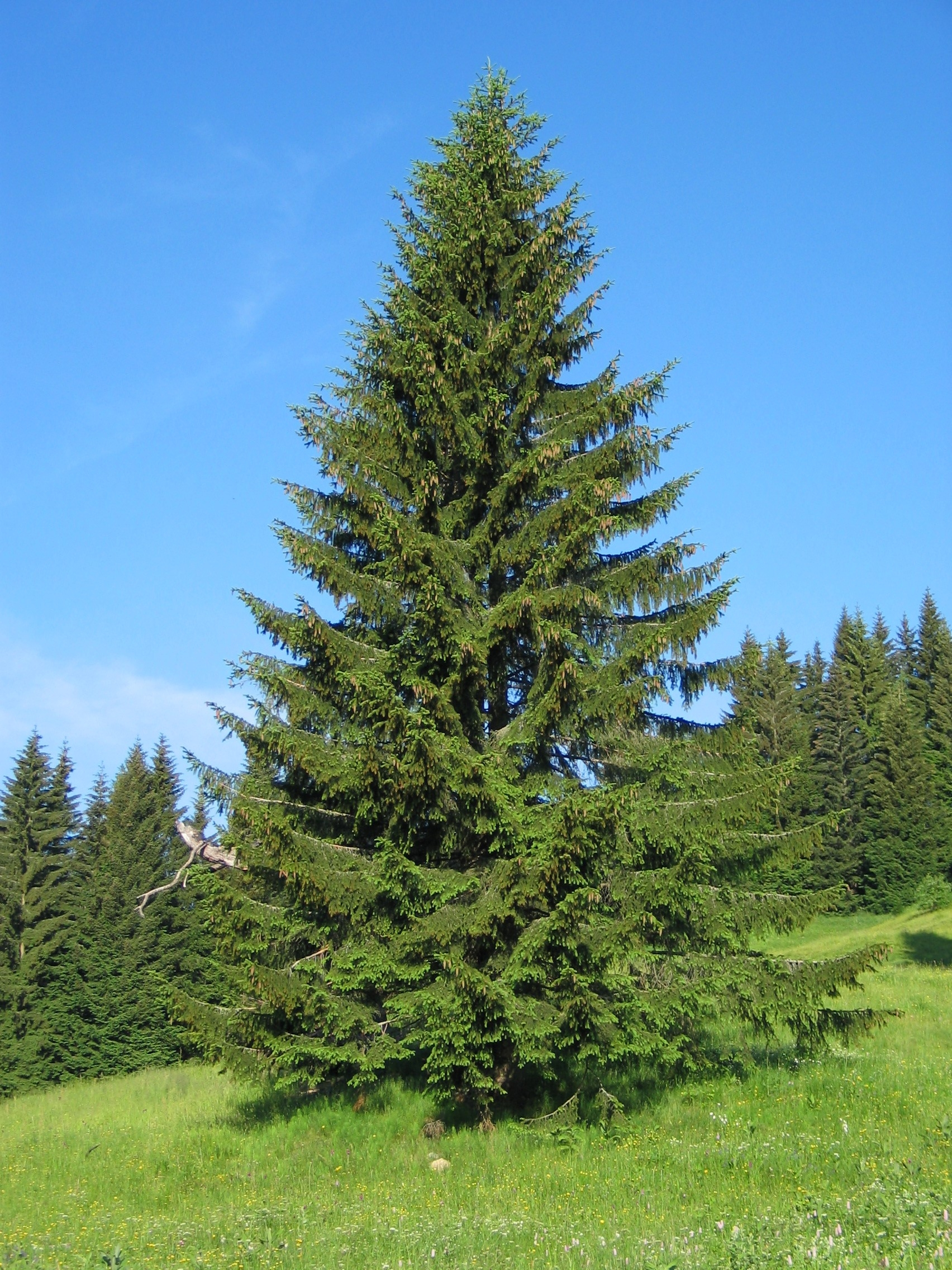
L'affinage se fait sur des planches d'épicéa local.

Les fromages frais sont mis en cave d'affinage, posés sur des planches en épicéa non rabotées provenant de l'aire géographique. La température est comprise entre 10 et 15 °C et l'hygrométrie supérieure à 95 %. Les fromages sont régulièrement retournés pour frotter le « poil de chat » (3 retournements par semaine minimum lors des 15 premiers jours ; 2 retournements par semaine minimum de 15 à 30 jours ; puis un retournement par semaine minimum) durant la phase d'affinage.
L'affinage dure au minimum 5 semaines après la date d'emprésurage[réf. nécessaire].

## Le fromage

### Description
Le cahier des charges de l'appellation tome des Bauges précise que c'est un fromage à base de vache cru, à pâte pressée non cuite et à croûte fleurie avec une petite quantité d'ammoniac (les mucors, appelés « poils de chat »). Il se présente sous la forme d'un cylindre de diamètre de 18 à 20 centimètres et d'une hauteur de 3 à 5 centimètres. Son poids doit être compris entre 1,1 kg et 1,4 kg en fin d'affinage. La croûte irrégulière est de couleur grise, d'une épaisseur de 2 à 3 millimètres, pouvant comporter des fleurs présentant une pigmentation allant du jaune au brun. La pâte est de couleur jaune ou ivoire, comportant éventuellement de petites ouvertures.

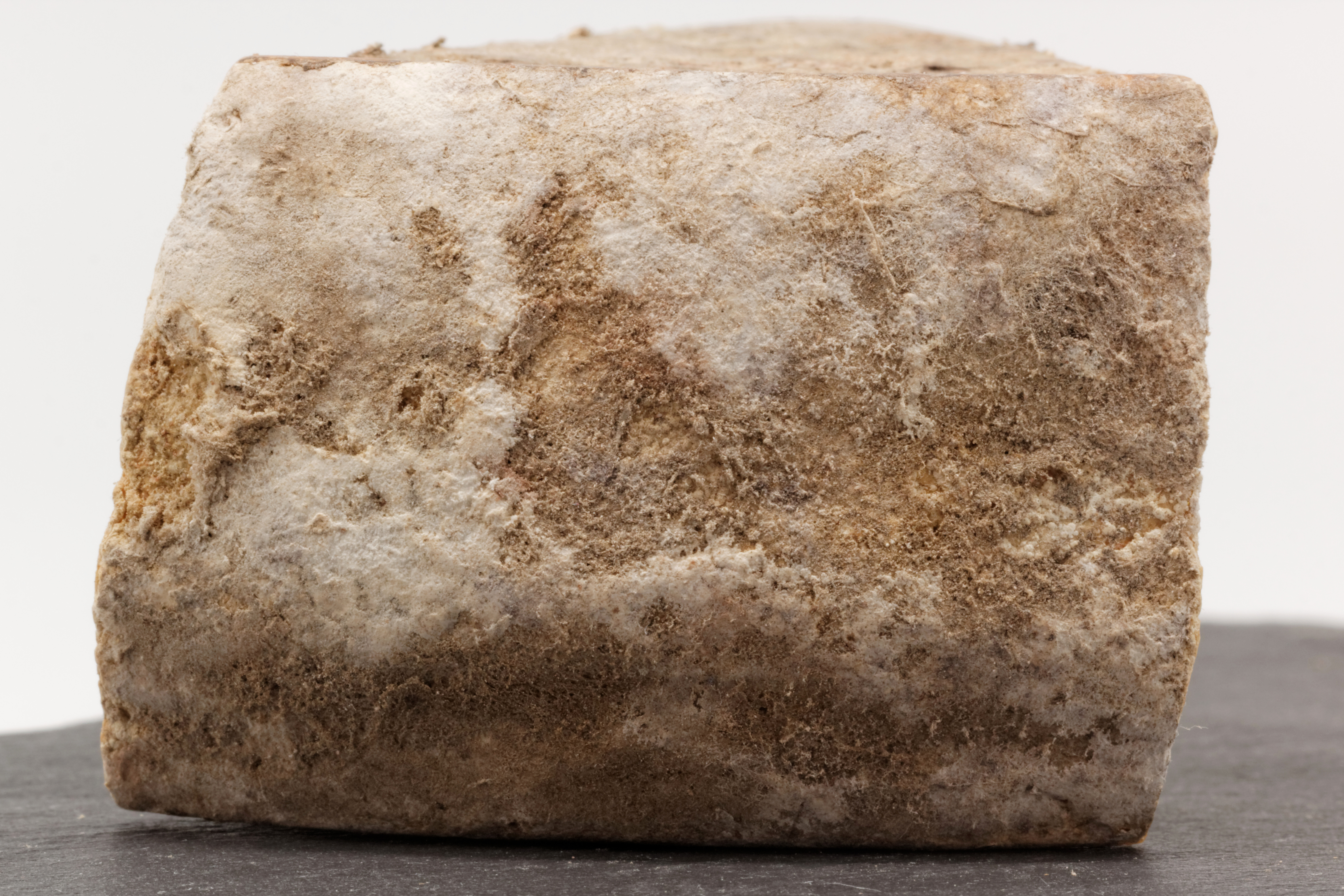
Croûte
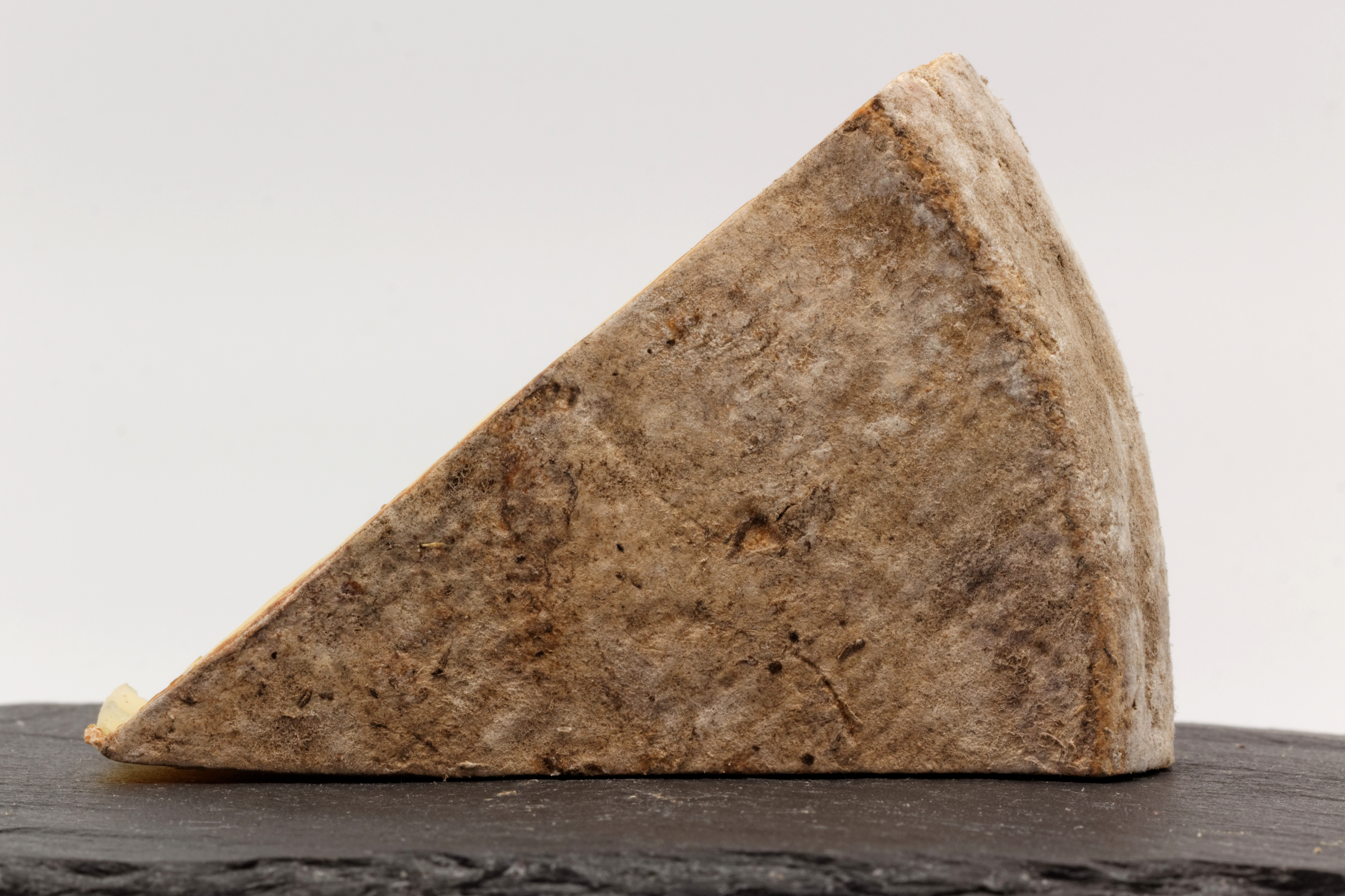
Croûte
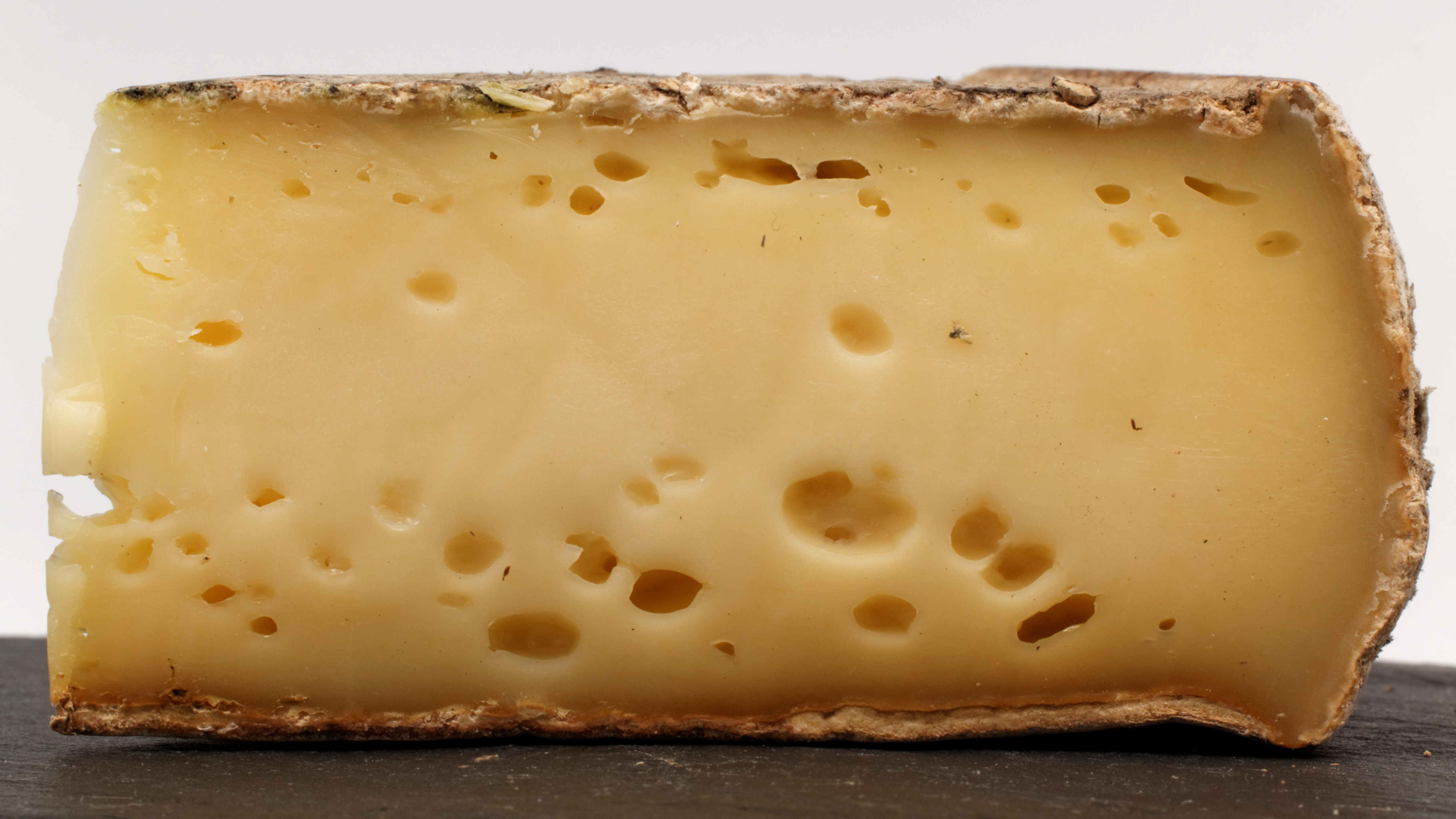
Pâte

### Composition
La tome des Bauges doit comporter au minimum 45 % de matière grasse et 50 % de matière sèche.

### Conditionnement et étiquetage
La tome des Bauges est vendu entière ou découpée. Les portions doivent comporter la croûte sur chacune des trois faces.
Les tomes de Bauges comportent une plaque de caséine apposée au cours du moulage. La plaque de forme ovale comporte l'indication Tome des Bauges inscrite à l'encre alimentaire. Une plaque de couleur verte indique qu'il s'agit d'un fromage fermier. Une plaque rouge indique qu'il s'agit d'un fromage laitier (Fromagerie du Val d'Aillon, Coopérative de Lescheraines, Coopérative laitière de La Compôte, Coopérative de Gruffy et Coopérative de Trévignin). L'étiquette doit obligatoirement comporter logo AOP.

### Consommation

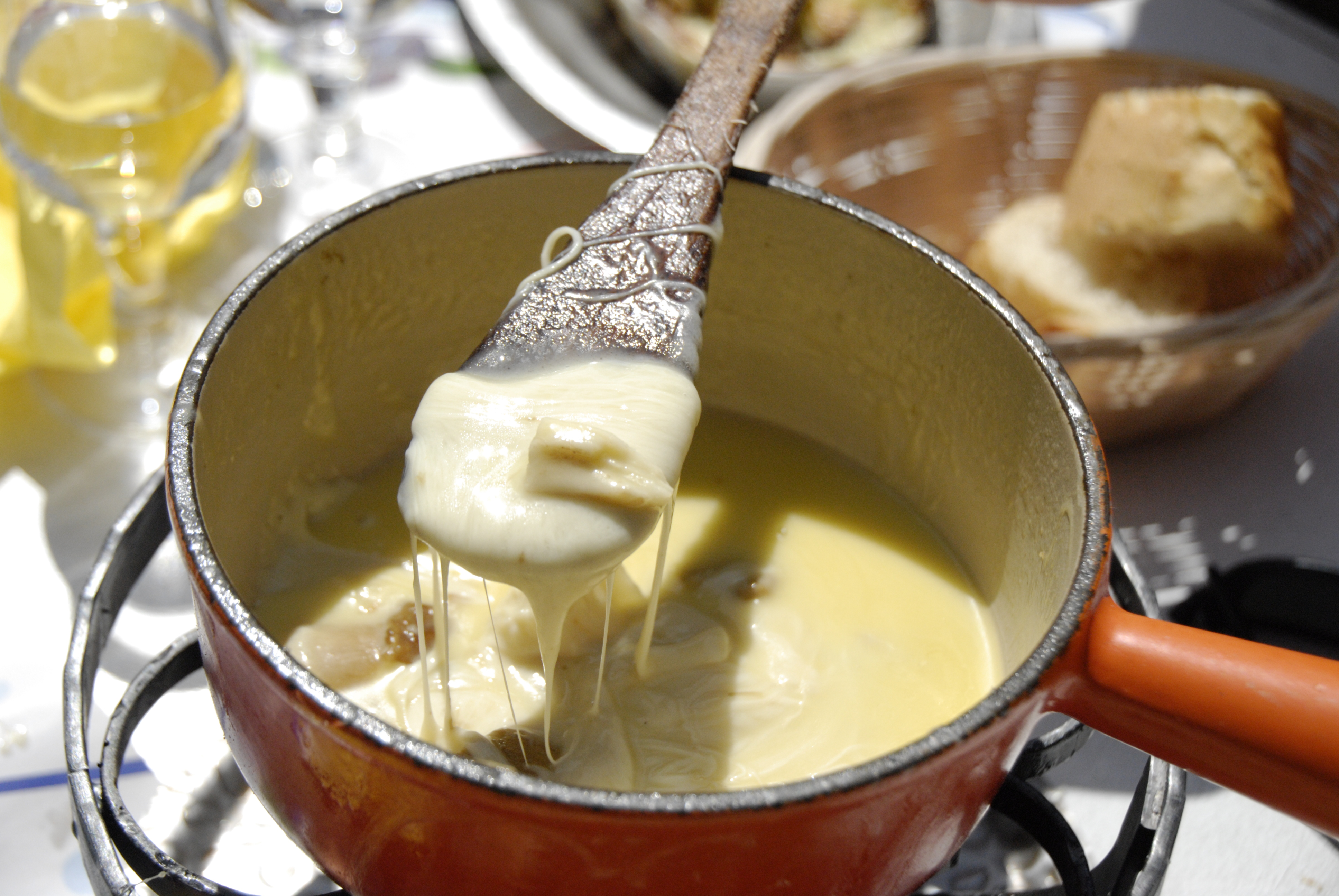
Fondue savoyarde

Sa période de consommation idéale s'étale d'avril à septembre après un affinage de cinq semaines, mais aussi de décembre à mars.
Comme tous les fromages ronds, la tome des Bauges se découpe comme une tarte en partant du centre vers l'extérieur.
La tome des Bauges se consomme avec une tranche de pain de campagne. Le fromage peut servir d'ingrédient à la fondue savoyarde.

## Production et commercialisation
Lors du dépôt du dossier d'AOC en 1996, la production était d'un peu moins de 400 tonnes dont 40 % de fromages fermiers. Six ans plus tard, au moment de l'obtention de l'appellation, la production atteignait 450 tonnes, dont 30 % de fromages fermiers. Dix années d'AOC virent doubler la production de tomes des Bauges, grâce à la hausse de la production de fromages laitiers.
Pour des raisons techniques, il est temporairement impossible d'afficher le graphique qui aurait dû être présenté ici.

|                     | 1996 | 1997 | 1998 | 1999 | 2000 | 2001 | 2002 | 2003 | 2004 | 2005 | 2006 |
| ------------------- | ---- | ---- | ---- | ---- | ---- | ---- | ---- | ---- | ---- | ---- | ---- |
| Production totale   | 399  | 381  | 390  | 389  | 470  | 427  | 450  | 572  | 623  | 683  | 761  |
| Production laitière | 243  | 240  | 217  | 232  | 307  | 264  | 295  | 425  | 468  | 516  | 600  |
| Production fermière | 157  | 126  | 158  | 142  | 144  | 146  | 134  | 125  | 130  | 139  | 130  |
|                     | 2007 | 2008 | 2009 | 2010 | 2011 | 2012 | 2013 | 2014 | 2015 | 2016 |      |
| Production totale   | 799  | 827  | 861  | 890  | 920  | 960  | 907  | 906  | 924  | 869  |      |
| Production laitière | 663  | 688  | 725  | 750  | 780  | 840  | 787  | 786  | 824  | 714  |      |
| Production fermière | 137  | 139  | 136  | 140  | 140  | 120  | 120  | 120  | 100  | 155  |      |

La filière comptait 90 opérateurs en 2005 : 84 agriculteurs producteurs de lait, 26 transformateurs (22 producteurs fermiers et 4 fruitières composées de 2 coopératives et 2 industriels) et 28 affineurs.
Paradoxalement, la tome des Bauges fermière est vendue un peu moins chère que la fruitière. Les fruitières étant mieux armées que les producteurs indépendants.

## Tome des Bauges et folklore
La tome des Bauges participe à la fête annuelle des fromages du pays de Savoie Cette manifestation, qui inclut la dégustation et la vente de fromage, donne aussi lieu à des activités ludiques multiples destinées aux adultes et aux enfants (traite de vaches, exposition, visite de lieux touristiques, etc.). C'est une fête tournante car chaque année, le lieu de la manifestation change : Beaufort-sur-Doron en 2005, Thônes en 2006, Yenne en 2007, Semnoz près d'Annecy en 2008, Abondance en 2009, Minzier en 2010, La Chambre en 2011, Bellevaux en 2012 et Reblochon en 2013, Aillon-le-Jeune en 2015.